# Pejë
Pejë o Peć (en albanès: Pejë; en serbi: Пећ o Peć) és una ciutat i municipi al nord-oest de Kosovo, i el centre administratiu del districte homònim. El governador de la ciutat és Onur Deqani.
El nom serbi de la ciutat és Peć (Пећ); forma definitiva el nom albanès i el serbi Peja, que és Pejë indefinit. Altres noms de la ciutat inclouen el Pescium Llatina i Siparantum, el grec Episkion (Επισκιον), el ايپك turc otomà (İpek), el Petcha eslava, i la forma anteriorment utilitzada, Pentza.
En els documents medievals Ragusa, el nom serbi de la ciutat (Peć, lit. "forn") es tradueix de vegades com Forno, la qual cosa significa forn en italià.
En l'idioma serbi Peć significa forn o cova i el seu nom està probablement relacionada amb les coves properes en el Canó de Rugova, que va servir com a cèl·lules d'ermitans dels monjos ortodoxos. El Patriarcat de Pech és un monestir exemple d'això.

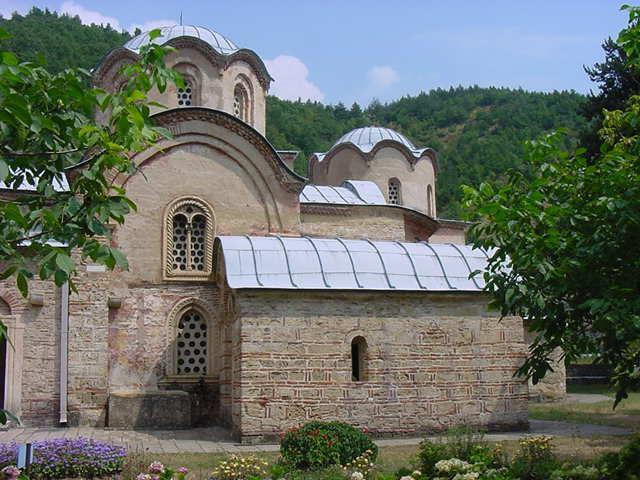
Patriarcat de Peć.

El municipi cobreix una àrea de 602 km² (232 milles quadrades). Es divideix en 28 comunitats territorials. A partir de 2009, tot el municipi té una població d'aproximadament 170.000 habitants, dels quals aprox. 82.300 viuen a la ciutat de Peć.